# Poemenia albipes
Poemenia albipes là một loài tò vò trong họ Ichneumonidae.